# 帕特·麥克克羅里
帕特·麥克克羅里（Pat McCrory；1956年10月17日—）是美國的一位共和黨政治人物。麥克克羅里自2013年至2017年間擔任第74任北卡羅來納州州長。在當選州長之前，麥克克羅里曾在1995年至2009年擔任夏洛特市的市長。
麥克克羅里在州長任內推行HB2法案，禁止跨性別人士依自身的性別認同使用廁所、允許雇主依員工的性向而有差別對待、禁止各城市自行訂定更高的最低薪資，一般認為這造成他在2016年美國總統選舉中，成為唯一共和黨總統票較多，卻仍敗選的共和黨州長。